# 森下雅子
森下 雅子（もりした まさこ、1970年9月30日 - ）は、日本の女優、ファッションモデルである。
神奈川県出身。2022年6月よりフリーランスで芸能活動を再開した。

## 来歴・人物
『高速戦隊ターボレンジャー』の流れ暴魔キリカ（月影小夜子）役で特撮ファンの注目を集める。その後、『五星戦隊ダイレンジャー』にもセミレギュラー・クジャク役で出演。

## 逸話
- 身長177センチメートルという長身ということもあり、『ターボレンジャー』で競演した佐藤健太によれば、同作品の男性陣ほとんどよりも彼女の方が背が高く、ヒールを履くとスーツアクターの新堀和男と同程度であったという[2]。
- キリカ役が森下でなければ、キリカの存在は作中で本来もっと小さく扱われる予定だったという逸話もある[3]。
- 『特救指令ソルブレイン』について、ラインナップ直前まで森下が樋口玲子/ソルジャンヌ役として内定されていたが、結果的に断った[4]。

## テレビ
- 花のあすか組! 第8話「おフロでピンチ!」（1988年、フジテレビ） 北安土女子学園生徒 ※畑昌子名義
- 高速戦隊ターボレンジャー（1989年、テレビ朝日）流れ暴魔キリカ・月影小夜子役
- 五星戦隊ダイレンジャー（1993年、テレビ朝日）クジャク役

## CM
- サンヨー食品  うまいもんシリーズ、共演ー岩井由紀子

## 舞台
- 朗読劇「優情」 三鷹RIスタジオ（東京都）-演出 	野田憲晴・芳本美代子、2022年12月28日 ～ 2022年12月29日-女優復帰作品[5]

## イベント
- 340 Presents 「反逆祭3」（2013年2月23日、新宿ロフトプラスワン-東京）
- 340 presents「悪女祭～森下雅子登場～」」（2014年4月12日、新宿ネイキッドロフト-東京）
- NIYA NIYA PRESENTS 第10弾 ニヤニヤブラザース&シスターズ『テキトーナイト10』（2019年4月14日、阿佐ヶ谷ロフトA-東京）
- 高速戦隊ターボレンジャー３０周年イベント「卒業式から30年 青春の同窓会」（2019年12月7日、新宿ロフトプラスワン-東京）
- ただいま！　みんなで森下雅子と楽しむ時（2022年7月30日、横浜ネイキッドロフト-神奈川）
- えんためフェス ヒロインから学ぶ夢の叶え方-共演・澄川真琴（2023年2月5日、中野サンプラザ　15階-東京）予定

## イメージビデオ
- ドリーム サザンクロス（制作、販売-ディスカバージャパン-VHS）
- あなたのはじめてになりたい…（コスモリード-VHS）

## 書籍
- アップル通信（三和出版-1988年10月号）
- DELUXEマガジンORE （講談社-1990年1月号）
- 特撮アイドル SFX HEROINES PART3（徳間書店-1990年10月30日発行）
- 東映特撮ヒロイン写真集　［ＲＥＤ］（徳間書店-2000年1月1日発行）